# Wheel of Fortune
Wheel of Fortune es un concurso de televisión estadounidense creado en 1975 por Merv Griffin. La mecánica del programa consiste en que tres concursantes compiten por resolver un puzle de palabras, en una manera similar al ahorcado, para ganar dinero y premios. El título del programa se refiere a la rueda gigante que los concursantes deben girar a lo largo del juego. Desde su estreno, el programa ha sido adaptado en muchas versiones internacionales a lo largo del mundo.

## Versiones en Estados Unidos

### Pilotos
En Estados Unidos (donde se originó), Wheel of Fortune nació en 1973 como un piloto llamado Shopper's Bazaar, conducido por Chuck Woolery. Luego se realizaron dos otros pilotos, ambos con el nuevo título Wheel of Fortune, grabados en 1974 y 1975 con la conducción de Edd "Kookie" Byrnes. Los pilotos contuvieron elementos que fueron eliminados del concurso antes del comienzo de producción en 1975. Woolery fue seleccionado eventualmente para ser el presentador final, mientras que Susan Stafford fue elegida como una anfitriona para activar las letras en el tablero de puzle.

### Versión diurna
La versión original de Wheel of Fortune se estrenó el 6 de enero de 1975 por la National Broadcasting Company (NBC), con Chuck Woolery y Susan Stafford como sus presentadores y Charlie O'Donnell como su locutor. Lin Bolen, que entonces era la jefa de programación diurna para la NBC, compró el programa de Merv Griffin para compensarle para la cancelación de su otra creación, Jeopardy! Esta versión se emitió por la NBC, en varias franjas horarios entre las 10:30 y las 12:00, hasta el 30 de junio de 1989.
Después de presentar el programa por siete años, Woolery dejó el programa en 1981 después de una disputa sobre su salario, y fue reemplazado por Pat Sajak en el 28 de diciembre del mismo año. Stafford hizo lo mismo en septiembre de 1982 para trabajar en ayuda humanitaria, y su puesto fue ocupado en diferentes momentos por Summer Bartholomew y Vicki McCarty. La anfitriona actual de Wheel, Vanna White, reemplazó Stafford finalmente en diciembre del mismo año, y continuó con esta versión hasta su cancelación definitiva.
Sajak dejó la versión diurna el 9 de enero de 1989 para presentar su propio late show, The Pat Sajak Show, para la Columbia Broadcasting System (CBS), y fue reemplazado en esta versión por Rolf Benirschke, quien anteriormente fue un jugador para los San Diego Chargers, un equipo de fútbol americano. Benirschke duró 6 meses en este puesto, hasta el 30 de junio de 1989 cuando el programa fue cancelado por NBC, sólo para ser trasladado a CBS el 17 de julio del mismo año. La versión diurna regresó brevemente a la NBC el 17 de enero de 1991, pero fue cancelada permanentemente el 20 de septiembre del mismo año.
Charlie O'Donnell fue el primer locutor de Wheel, y sirvió en esta posición hasta 1980, cuando se marchó a trabajar en The Toni Tennille Show a raíz de la cancelación anunciada de Wheel. O'Donnell fue reemplazado por Jack Clark, quien ocupó este puesto hasta su muerte en julio de 1988. M. G. Kelly, un personalidad de radio en Los Ángeles, asumió el cargo de locutor en septiembre de 1988, pero fue reemplazado en 1989 cuando O'Donnell regresó, continuando con esta versión hasta su cancelación en 1991.

### Versión sindicada

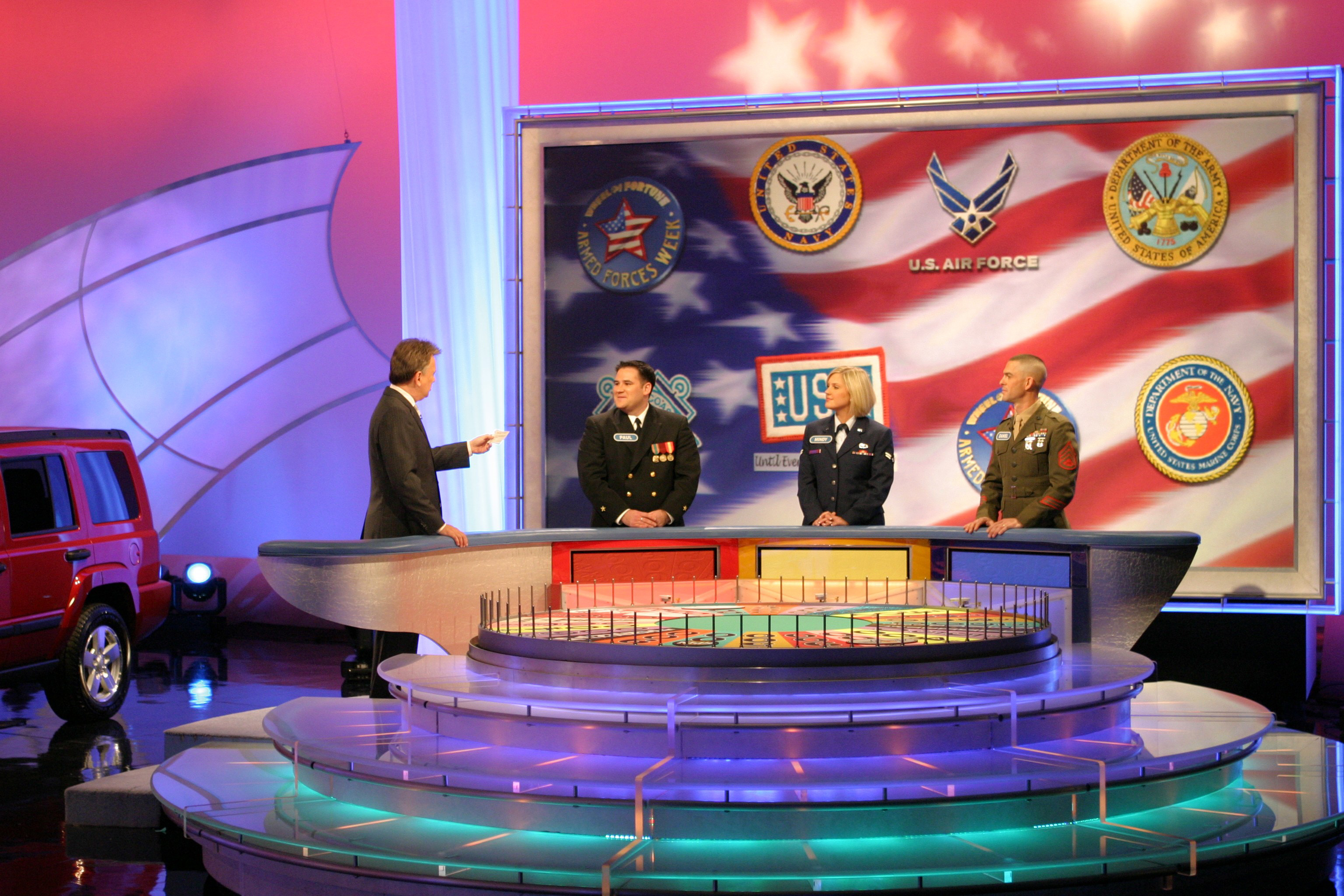
El plató de la versión estadounidense de Wheel of Fortune, como apareció en la temporada de 2005-2006.

La versión sindicada nocturna de Wheel of Fortune se estrenó el 19 de septiembre de 1983, y desde su inicio la han presentado de forma ininterrumpida Pat Sajak y Vanna White (quienes en ese momento también presentaban la versión diurna de NBC y quienes aún continúan como presentadores del programa). Cada episodio del programa tiene una duración de 30 minutos. El presupuesto de premios para la versión sindicada es más grande que su contraparte diurna, y aunque conserva la mayoría de los elementos de esa versión, también ha introducido muchos elementos nuevos en el concurso. El programa lo produce en la actualidad Sony Pictures Television (que reemplazó a la productora original, Merv Griffin Enterprises), y la distribuye a nivel nacional por CBS Television Distribution (el sucesor del distribuidor original, King World Productions).
Un año después de su entrada en la sindicación, el programa se puso a disposición el 99 por ciento del mercado de televisión estadounidense, y tuvo tanto éxito que lo llevó al debut de la versión sindicada actual de Jeopardy!, presentado por Alex Trebek. En 1986, Wheel tenía las calificaciones más altas de cualquier serie sindicada en la historia de la televisión. Esta versión ha continuada sus emisiones al presente, y ha logrado el récord de poseer la mayor audiencia en el sistema Nielsen de un programa de sindicación, con casi 13 millones de espectadores diarios. El programa fue nombrado por TV Guide en un artículo de 2008 como "la serie sindicada de mayor audiencia."
Wheel of Fortune es actualmente el concurso sindicado de mayor duración en la historia de la televisión estadounidense, y el segundo concurso de mayor duración en la historia de la televisión estadounidense en general (sólo detrás de la versión moderna de The Price is Right, con presentación de Bob Barker, que se ha emitida desde 1972). En el 17 de febrero de 2009, el programa celebró su episodio número 5,000.
El locutor original de la versión diurnal fue Charlie O'Donnell, quien salió en 1980 y fue reemplezado por Jack Clark. Clark también fue el locutor de la versión sindicada para sus primeras cinco temporadas. Después de la muerte de Clark, el personalidad de radio M. G. Kelly hizo cargo como locutor, y presentó el programa por la mayoría de la temporada 1988-1989. Sin embargo, en febrero de 1989, O'Donnell volvió, y continuó con el programa hasta su muerte en noviembre de 2010. Después de que O'Donnell murió, Johnny Gilbert, Rich Fields, Lora Cain, Joe Cipriano, y John Cramer y Jim Thornton alternaron como locutores invitados. El 13 de junio de 2011, Thornton fue confirmado como el locutor permanente del programa a partir del estreno de su temporada número 29 en septiembre de 2011.

### Wheel of Fortune 2000
Wheel of Fortune 2000 (también conocido simplemente como Wheel 2000), una versión infantil creada por Scott Sternberg, fue emitida por CBS en su bloque matinal sabatino entre 1997 y 1998, y fue presentada por David Sidoni con la coanimación de una personaje de realidad virtual llamada "Cyber Lucy," quien fue doblada por Tanika Ray. Duró una sola temporada, aunque se repitió por varios años en Game Show Network y en la propia CBS.

## Adaptaciones internacionales

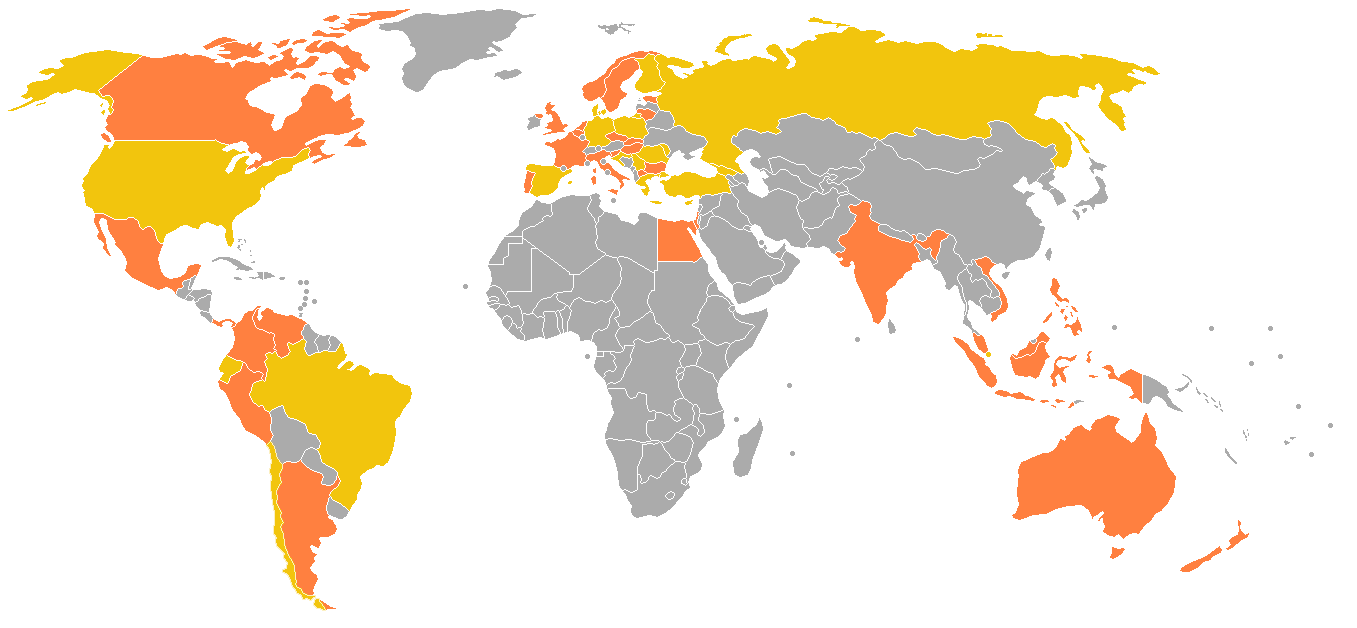
Ubicación de las versiones internacionales de Wheel of Fortune:
Actualmente en emisión
Emisiones anteriores

Esta lista está incompleta
     Actualmente en emisión  
     Fuera del aire  
| Región o país                  | Nombre local                                                               | Presentadores | Modelos | Canal | Fechas |
| ------------------------------ | -------------------------------------------------------------------------- | --- | --- | --- | --- |
| Alemania                       | Glücksrad                                                                  | Frederic Meisner Peter Bond | Maren Gilzer | Sat.1 | 7 de noviembre de 1988–15 de mayo de 1998                                                                                    |
| Alemania                       | Glücksrad                                                                  | Frederic Meisner (1998–2001) Thomas Ohrner (2001–2002) | Sonya Kraus (1998–2002) Katrin Wrobel (2002) | kabel eins                                                                                                  | 18 de mayo de 1998–31 de octubre de 2002                                                                                     |
| Alemania                       | Glücksrad                                                                  | Frederic Meisner | Ramona Drews | 9 Live | 1 de marzo de 2004–5 de marzo de 2005                                                                                        |
| Alemania                       | Glücksrad                                                                  | Jan Hahn | Isabel Edvardsson | RTLplus | 17 de octubre de 2016–presente                                                                                               |
| Alemania                       | Kinder-Glücksrad                                                           | Petra Hausberg | ninguna | Sat.1 | 10 de mayo de 1992-1993 |
| Alemania                       | Glücksrad-Gala                                                             | Peter Bond y Frederic Meisner | Maren Gilzer y Gundis Zambo | Sat.1 | 1993–96 |
| Argentina                      | Tiempo Límite ATP                                                          | Gerardo Sofovich (2005-2006) Alejandro Fantino (2007) | | América TV                                                                                                  | 2005-2007 |
| Argentina                      | La ruleta de tus sueños                                                    | Pamela David | Lucas Loccisano | América TV                                                                                                  | 13 de septiembre de 2021–7 de marzo de 2022                                                                                  |
| Australia                      | Wheel of Fortune                                                           | Ernie Sigley (1981–84) John Burgess (1984–96) Tony Barber (1996) Rob Elliott (1997–2003) Steve Oemcke (2004–05) Larry Emdur (2006) | Adriana Xenides (1981–96, 1997–99) Kerrie Friend (1996–97) Sophie Falkiner (1999–2005) Laura Csortan (2006) | Seven Network                                                                                               | 21 de julio de 1981–2004 Noviembre de 2005–28 de julio de 2006                                                               |
| Australia                      | Million Dollar Wheel of Fortune                                            | Tim Campbell | Kelly Landry | Nine Network                                                                                                | 26 de mayo de 2008–27 de junio de 2008                                                                                       |
| Bélgica ( Flandes)             | Rad van Fortuin                                                            | Mike Verdrengh Walter Capiau Bart Kaëll Walter Grootaers Koen Wauters Luc Appermont Bart van den Bossche | Aurore Be Els Deborah Valerie & Zoe | BRT VTM | 1975 1989–97, 2004–06 |
| Brasil                         | Roletrando Roda a Roda                                                     | Silvio Santos Patricia Abravanel Rebecca Abravanel Silvia Abravanel Liminha Luís Ricardo (Silvio was the only host until 2012, since then the program is presented by his daughters (Rebecca, Patrícia and Silvia) and some other presenters of the station.)                                               | Patricia Salvador Cláudia Barone | SBT | (Roletrando) 23 de agosto de 1981–26 de septiembre de 1993 (Roda a Roda) 13 de octubre de 2003–presente                      |
| Bulgaria                       | Колелото на късмета Koleloto na kasmeta                                    | Rumen Lukanov | Jasmina Toshkova | Nova TV | 18 de enero de 2010 |
| Canadá ( Quebec)               | La Roue chanceuse                                                          | Donald Lautrec | Lyne Sarrazin | TQS | 1 de mayo de 1989 – 1992 |
| Chile                          | La rueda de la fortuna                                                     | Rodolfo Torrealba | Elisa de Larraechea | Canal 13 | 21 de marzo de 1979-fines de 1979                                                                                            |
| Chile                          | La rueda de la suerte                                                      | Diana Bolocco | Yair Juri | Canal 13 | 19 de octubre de 2018-16 de febrero de 2019                                                                                  |
| Colombia                       | La Rueda de la Suerte La Rueda de La Fortuna                               | Mauro Urquijo (1998-1999) Gonzalo Vivanco (2012), Carlos Calero (2013) | Sandra Londoño (1998-1999) Laura Tobon (2012-2013) | Caracol TV RCN                                                                                              | 1998–99 2012–13 |
| Croacia                        | Kolo sreće                                                                 | Oliver Mlakar (1993–2002) Boris Mirković (2015–) | Maja Vracaric (1993–2002) Iva Jerković (2015–) | HRT1 (1993–2002) RTL Televizija (2015–)                                                                     | 1993–2002 18 de mayo de 2015–presente                                                                                        |
| Dinamarca                      | Lykkehjulet                                                                | Mikkel Kryger (2018–) Michael Meyer Heim (1988) Bengt Burg (1989–96, 1997–2000) Keld Heick (1996–97) Lars Herlow (2000–01) | Stephania Potalivo (2018–) Pia Dresner (1988) Carina Jensen (1989–94) Maria Millet (1995–2001) | TV2 | 1 de octubre de 1988 – 2001, otoño de 2018                                                                                   |
| Ecuador                        | La Rueda de la Fortuna                                                     | Pancho Cabanilla | | Ecuavisa | 2004–presente |
| Egipto                         | دايرة الحياة Dayret Al Hayat                                               | Kareem Kojak | Heba Sameer Goudah | Hayat 2 | 19 de agosto de 2012–2013 |
| Eslovaquia                     | Koleso šťastia                                                             | Jozef Pročko Tibor Hlista Roman Feder Laco Híveš Roman Pomajbo Peter Marcin Lukáš Adamec | Alžbeta Ferencová | STV VTV Markíza                                                                                             | 1994–97 25 de julio de 2016-23 de enero de 2017                                                                              |
| Eslovenia                      | Kolo sreče                                                                 | Mito Trefalt | Damjana Golavšek | TV SLO1 | 1990s |
| España                         | La ruleta de la fortuna (1990–1997) La ruleta de la suerte (2006–presente) | Mayra Gómez Kemp (1990) Ramón García (Summer 1990) Irma Soriano (1990–1991) Bigote Arrocet (1991–1992) Mabel Lozano (1991–1992) Belén Rueda (1992) Fernando Esteso Jesús Vázquez (1993–1994) Andoni Ferreño (1994–1995) Goyo González (1995–1996) Carlos Lozano (1996–1997) Jorge Fernández (2006–presente) | Diana Fernández (1991–1997) Paloma López (2006–2015) Laura Moure (2015–presente) | Antena 3 Telecinco Antena 3                                                                                 | 1990–1992 1993–1997 2006–presente                                                                                            |
| Estados Unidos Canadá (inglés) | Wheel of Fortune                                                           | Chuck Woolery (1975–81) Pat Sajak (1981–89) Rolf Benirschke (1989) Bob Goen (1989–91) | Susan Stafford (1975–82) Vanna White (1982–91) | NBC (1975–89, 1991) CBS (1989–91)                                                                           | 6 de enero de 1975–30 de junio de 1989 17 de julio de 1989–20 de septiembre de 1991                                          |
| Estados Unidos Canadá (inglés) | Wheel of Fortune                                                           | Pat Sajak | Vanna White | syndication                                                                                                 | 19 de septiembre de 1983 – presente                                                                                          |
| Estados Unidos Canadá (inglés) | Wheel 2000                                                                 | David Sidoni | Tanika Ray (as "Cyber Lucy") | CBS | 13 de septiembre de 1997-7 de febrero de 1998                                                                                |
| Estonia                        | Õnneratas Suur lotokolmapäev                                               | Emil Rutiku (1999–2000) Mart Sander (2011–12) Kristjan Jõekalda (2012–13) | Kätlin Piirimäe | TV3 (1999–2000) Kanal 2 (2011–13)                                                                           | 1999–2000 2011–13 |
| Filipinas                      | Wheel of Fortune                                                           | Rustom Padilla Kris Aquino | Victoria London Zara Aldana & Jasmine Fitzgerald | ABC 5 ABS–CBN                                                                                               | 19 de noviembre de 2001–octubre de 2002 14 de enero de 2008-25 de julio de 2008                                              |
| Finlandia                      | Onnenpyörä                                                                 | Kim Floor (1993) Janne Porkka (1993–2001) Jethro Rosted (2018–presente) | Tiina Vierto (1993-1995) Susan Sirén (1995-1998) Kati Jalojärvi (1998-1999) Saija Palin (1999-2001) Sara Sieppi (2018–presente) | MTV3 TV5 | 1993–2001 2018–presente |
| Francia                        | La Roue de la fortune                                                      | Michel Robbe (1987) Christian Morin (1987–92) Alexandre Debanne (1993–94) Olivier Chiabodo (1995–97) Christophe Dechavanne (2006–12) Benjamin Castaldi (January–March 2012) | Annie Pujol (1987–94) Sandra Rossi (1995) Frederique Calvez (1995–97) Victoria Silvstedt (2006–12) Valerie Begue (January–March 2012) | TF1 | 5 de enero de 1987–abril de 1997 7 de agosto de 2006–23 de marzo de 2012                                                     |
| Georgia                        | იღბლიანი ბორბალი Igbliani Borbali                                          | Duta Skhirtladze Vaniko Tarkhnishvili | Shorena Begashvili | Rustavi 2                                                                                                   | 3 de marzo de 2011 – presente                                                                                                |
| Grecia Chipre                  | Ο τροχός της τύχης O trokós tis túkis                                      | George Polychroniou Paul Chaikalis Danis Katranidis Yiannis Koutrakis Peter Polychronidis | Krista Niki Kartsona Julia Nova | ANT1 MEGA Star Channel                                                                                      | 1990–96 1997–98 2015–presente                                                                                                |
| Hungría                        | Szerencsekerék                                                             | Tamás Gajdos Viktor Klausmann Vizy András Dóra Prokopp Andrea Szulák | Rácz Zsuzsi | MTV1 TV2 Story4TV                                                                                           | 1993–97 1997–2001 2011–12 |
| India                          | Surf Wheel of Fortune                                                      | Mohan Kapoor | | Zee TV | 1995–97 |
| Indonesia                      | Roda Impian Pilih atau Dia                                                 | Charles Bonar Sirait | Vicki (2001–02) Ike (2002) | SCTV antv Indosiar                                                                                          | 6 de agosto de 2001–2 de agosto de 2002 2003–29 de julio de 2005 2 de enero de 2006-3 de marzo de 2006                       |
| Israel                         | גלגל המזל Galgal HaMazal                                                   | Erez Tal Gil Sassover | Efrat Rotem Meirav Levin Galit Burg Ruth Gonzales Ingrid Feldman Tal Man Sigal Shachmon Anat Elimelech | Channel 2                                                                                                   | 1994–2000 |
| Italia                         | La Ruota Della Fortuna                                                     | Mike Bongiorno (1985, 1989–2003) Casti (1987–88) Enrico Papi (2007–09) | Raffaella De Riso (1987–88) Michelle Klippenstein (1988) Ylenia Carrisi (1989, 1992) Paola Barale (1989–95) Roberta Capua (1995) Antonella Elia (1995–96) Claudia Grego (1996–97) Ana Laura Ribas (1997) Miriana Trevisan (1997–2002) Nancy Comelli (2002–03) Victoria Silvstedt (2007–09) | Canale 5 (1985) Odeon TV (1987–88) Rete 4 (1989–2003) Italia 1 (2007–09)                                    | 1985 Septiembre de 1987–1988 1989–2003 2007–09                                                                               |
| Lituania                       | Laimės Ratas                                                               | | | | 1990s |
| Macedonia del Norte            | Тркало На Среќата Trkalo Na Srekata                                        | Igor Dzambazov | Natali Grubovic | A1 Channel                                                                                                  | 2009–11 |
| Malasia                        | Roda Impian                                                                | Halim Othman (1996–2002) Hani Mohsin (2002–06) Kieran (2009) | Zalda Zainal Abby Abadi Spell Liza AF1 Irma Hasmie Fauziah Gous | Astro Ria TV3                                                                                               | 1996–2006 2009 |
| México                         | La rueda de la fortuna                                                     | Laura Flores | Anastasia | Canal de las Estrellas                                                                                      | 1995–97 |
| México                         | La rueda de la suerte                                                      | Rafa Mercadante | Zelma Cherem | Azteca Uno                                                                                                  | 31 de julio de 2023 – 16 de febrero de 2024                                                                                  |
| Nueva Zelanda                  | Wheel of Fortune                                                           | Phillip Leishman Jason Gunn | Lana Coc-Kroft Sonia Gray | TV2 TV One                                                                                                  | Febrero de 1991–1996 14 de abril de 2008-2 de mayo de 2009                                                                   |
| Noruega                        | Lykkehjulet                                                                | Ragnar Otnes Knut Bjørnsen Vendela Kirsebom | Ulrika Nilsson Lise Nilsen | TV3 | 1990–93 26 de febrero de 2007                                                                                                |
| Países Bajos                   | Rad van Fortuin                                                            | Hans van der Togt Carlo Boszhard Andre Hazes jr. (2016) | Leontine Borsato Patricia Rietveld Cindy Pielstroom Stephanie Tency (2016) | RTL 4 SBS 6                                                                                                 | 1989–98 2009 22 de agosto de 2016-27 de julio de 2017                                                                        |
| Panamá                         | La Rueda de la Fortuna                                                     | Rassiel Rodríguez Jorge Ortega | Nadage Herrera | Telemetro                                                                                                   | 2001 2011 |
| Perú                           | La Ruleta de la Suerte                                                     | Christian Rivero | Gisela Valcarcel | Frecuencia Latina                                                                                           | 2011–12 |
| Polonia                        | Koło Fortuny                                                               | Wojciech Pijanowski (1992–95) Paweł Wawrzecki (1995) Stanisław Mikulski (1995–98) Krzysztof Tyniec (2007–09) Rafał Brzozowski (2017–presente) | Magda Masny (1992–98) Marta Lewandowska (2007–09) Izabella Krzan (2017–presente) | TVP2 | 2 de octubre de 1992-1 de septiembre de 1998 29 de octubre de 2007-27 de octubre de 2009 11 de septiembre de 2017–presente   |
| Portugal                       | A Roda da Sorte                                                            | Herman José | Ruth & Rita Candido Mota Vanessa Palma | RTP1 SIC | 1990–94 2008 |
| Reino Unido                    | Wheel of Fortune                                                           | Nicky Campbell (1988–96) Bradley Walsh (1997) John Leslie (1998–2001) Paul Hendy (2001) | Angela Ekaette (1988) Carol Smillie (1989–94) Jenny Powell (1995–2001) Terri Seymour (2001) | ITV | 19 de julio de 1988-21 de diciembre de 2001                                                                                  |
| República Checa                | Kolotoč                                                                    | Pavel Poulicek Dalibor Gondik Honza Musil | Adela Gondikova Radka Ruster | TV Nova | 1996 1997–2002 |
| Rumania                        | Roata Norocului                                                            | Doru Dumitrescu Mihai Calin (1997–99) Liviu Varciu (2012–13) (Adrian Cristea) Bursucu (2015–presente) | Cristiana Ruduta Ana Maria Barnoschi | TVR1 Pro TV Kanal D                                                                                         | Marzo de 1997 Diciembre de 1997 – Mayo de 1999 20 de junio de 2012 – presente                                                |
| Rusia                          | Поле чудес Pole Chudes                                                     | Vladislav Listyev (1990–91) Leonid Yakubovich (1991–presente) Valdis Pelsh (25 de diciembre de 2002) | Rimma Agafoshina (1991–presente) | VID 1TV | 25 de octubre de 1990 – presente                                                                                             |
| Serbia                         | Kolo sreće                                                                 | Milorad Mandić | Soraja Vučelić | Happy TV | December 2015 – presente |
| Singapur                       | Wheel of Fortune Singapore                                                 | Bernard Lim | Eunice Olsen | MediaCorp Channel 5                                                                                         | Mayo de 2002 |
| Suecia                         | Lykkehjulet Miljonlotteriet Lyckohjulet                                    | Ragnar Otnes Hans Wiklund | Ulrika Nilsson Hannah Graaf | TV3 TV8 | 1990s 2010 |
| Turquía                        | Çarkıfelek                                                                 | Ümit Güner Tarık Tarcan Halit Kıvanç Yıldo Mehmet Ali Erbil Ata Demirer Muazzez Ersoy Tuğba Özay Deniz Seki and Emel Müftüoğlu Arto Hamdi Alkan Petek Dinçöz İlker Ayrık | | TRT TRT 2 Show Tv Cine5 Kanal D Eko Tv Super Kanal TGRT atv Kanal 1 FOX Turquía Star TV TNT Turquía Kanal D | 1975–92 1986–92 1992–96, 2005–06 1993–96 1997–2003 1997–2000 2002–03 2003–04 2004 2007–08 2008–09 2010 2011–12 2014–presente |
| Turquía                        | Çark 2000                                                                  | Ataman Erkul | | Kanal D | 2000 |
| Uruguay                        | La Ruleta de la Suerte                                                     | Rafa Villanueva | Roxanne Machin | Teledoce | 11 de agosto de 2020 – 1 de marzo de 2022                                                                                    |
| Venezuela                      | La Estrella de la Fortuna                                                  | Orlando Urdaneta Corina Azopardo Luis Velazco Juan Manuel Montesinos | Maru Winkelman | Venevisión                                                                                                  | 1984–1989 |
| Vietnam                        | Chiếc nón kỳ diệu                                                          | Lại Văn Sâm (first show in 2001) Trịnh Long Vũ (2001–06) Tuấn Tú (2006–13) Danh Tùng (2014-15) Bùi Đức Bảo (2015–2016) | Phạm Thu Hằng (2001–03) Hương Giang (2003–06) MaiKa (2007–09, similar to Wheel 2000 in the U.S.) Hồng Nhung (2009–2016) | VTV3 | 31 de marzo de 2001 – 24 de diciembre de 2016                                                                                |

### Australia
La versión australiana de Wheel of Fortune, producido por Reg Grundy y su organización, se emitió por el Seven Network desde el 21 de julio de 1981 hasta el 28 de julio de 2006, totalizando 5118 episodios hasta que se canceló, solamente una semana después del 25.º aniversario del programa en Australia. Después de que la serie fue cancelada, su formato fue revivido en 2008 por el Nine Network como Million Dollar Wheel of Fortune, pero debido a la baja audiencia esta versión acabó siendo cancelada.
A mediados de 1996, el programa sufrió una fuerte controversia, debido a que el programa pasaría en siguiente temporada de los estudios de Adelaida a los de Sídney, lo que conllevaría un cambio en el equipo que lo producía, incluyendo al conductor. Luego de que Tony Barber tomará la conducción del concurso y John Burguess saliera después de 10 años y sin decir adiós, los niveles de audiencia bajaron debido a que el público estaba acostumbrado al antiguo presentador.
El 21 de marzo de 2006, Wheel of Fortune celebró su programa número 5000, con la chance de ganar $5000 gracias a una casilla especial. El programa terminó en julio de ese año, y episodios no emitidos de la temporada 2005 fueron puestos en el horario de repetición del programa, a las 10:00, lo cual duró hasta el 1 de septiembre de 2006. En el horario en que se emitía los capítulos de estreno de la temporada 2006, a las 17:00 horas, fue puesta la serie MASH.
El programa fue presentado por:
- Ernie Sigley (1981-1984).
- John Burgess (1984-1996).
- Tony Barber (1996).
- Rob Elliott (1997-2003).
- Steve Oemcke (2004-2005).
- Larry Emdur (2006).
- Tim Campbell (2008).

Y contó con la coanimación de:
- Adriana Xenides (1981-1996, 1997-1998).
- Kerrie Friend (1997, reemplazo de Xenides).
- Sophie Falkiner (1999-2005).
- Laura Csortan (2006).
- Kelly Landry (2008).

Los locutores del programa fueron:
- Steve Curtis (1981-1983).
- John Deeks (1984-1995, 1997-2006).
- David Day (1996).
- Ron E Sparks (1996).

### Dinamarca
La versión danés del programa, Lykkehjulet, se emitió por TV 2 desde 1988 hasta 2001. Fue presentada en diferentes momentos por Michael Meyerheim, Bengt Burg, y Lars Herlow, contando con la con-animación de Carina Jensen y posteriormente, Maria Herse. Los locutores fueron Ole Jacobsen, luego Henrik Hannibal y últimamente, Dennis Johannessen.

### Chile

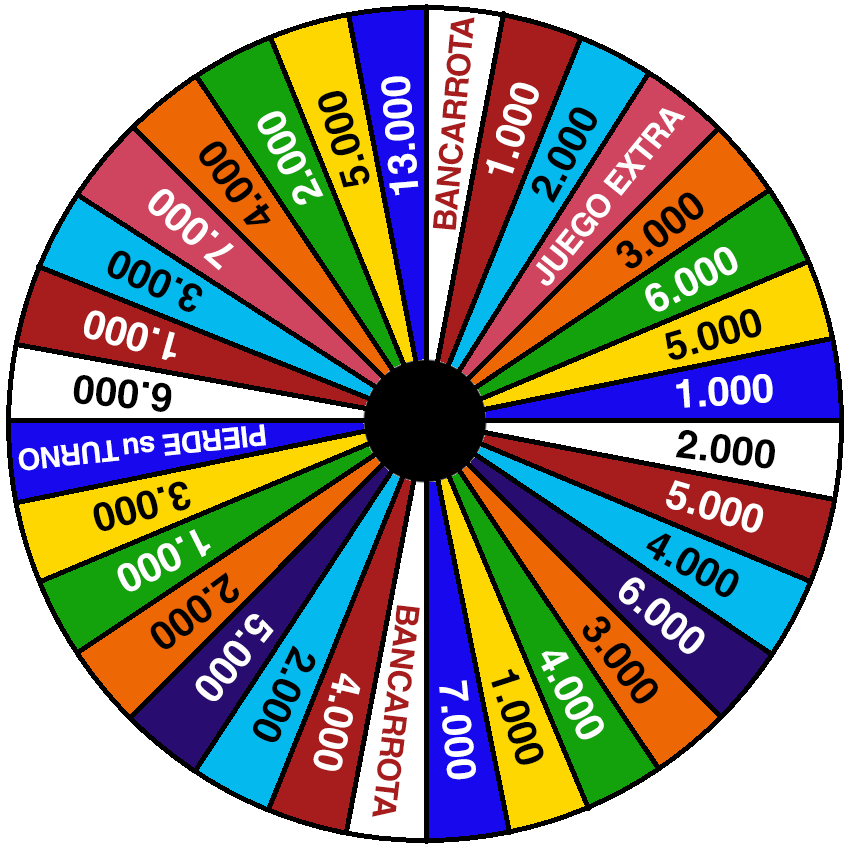
Formato de la rueda usada en La Rueda de la Fortuna en Chile.

En Chile fue llamada La Rueda de la Fortuna, emitido por Canal 13 en 1979, con la conducción de Rodolfo Torrealba.
Existió también un concurso con este formato en el programa Sábado Gigante, patrocinado por los chicles Dos en Uno. Tres niños debían acertar a una palabra, y el ganador podía acertar un panel extra con ayuda de su padre. 
Desde octubre de 2018 Canal 13 vuelve a emitir el programa con el nombre de La rueda de la suerte, con la conducción de Diana Bolocco. El programa finalizó sus transmisiones en febrero de 2019.

### Filipinas
En las Filipinas, Wheel of Fortune existió en dos versiones: la primera fue emitida por Associated Broadcasting Company desde 2001 hasta 2002, con Rustom Padilla como el presentador principal y Victoria London como la asistente para los puzles; y la segunda fue emitida por ABS-CBN Corporation, desde el 14 de enero de 2008 hasta el 28 de julio del mismo, con Kris Aquino como el presentador principal y Zara Aldana y Jasmine Fitzgerald alternando como asistentes para los puzles.

### Francia
La versión francés, La Roue de la Fortune, fue emitida por TF1 en dos encarnaciones: una desde el 5 de enero de 1987 hasta abril de 1997, con la conducción de Michel Robbe y Cléa Pastore, luego Christian Morin y Annie Pujol, en el horario de 19:20 a 19:50; y la otra desde agosto de 2006, con la conducción de Christophe Dechavanne y Victoria Silvstedt, en el horario de las 19:10 de lunes a viernes.

### Italia
La versión italiana, La Ruota della Fortuna, fue emitida desde septiembre de 1987 hasta 1989 por la cadena sindacada Odeon TV, con la conducción de Augusto Mondelli. En 1989 llega a la televisión comercial nacional más importante, cuando se comienza a emitir en Canale 5 con el título de Parole d'oro y después "La ruota della fortuna" . En 1996 pasa a Rete 4, con la conducción de Mike Bongiorno, quién también fue el presentador de la edición de Canale 5. Su cancelación llegó el 20 de diciembre de 2003. En 2007 pasa a Italia 1, con la conducción de Enrico Papi y Victoria Silvstedt en el horario de las 20.30.

### Malasia
La versión malasia, Roda Impian, fue emitida por Astro Ria entre 1996 y 2006, y era presentada por Halim Othman y más tarde por Hani Mohsin.

### Nueva Zelanda
La versión de Wheel of Fortune en Nueva Zelanda es emitida por Television New Zealand en la cadena TV One, con presentación de Jason Gunn, y contando con la coanimación de Sonia Gray. Cuando debutó en 1991, fue emitida en la cadena TV2 a las 17:30, con presentación de Phillip Leishman y coanimación de Lana Coc-Kroft, y se emitió hasta 1996. Posteriormente, se emitió en TV ONE desde 2008 hasta 2009.

### Polonia
La versión polaca, Koło Fortuny, primero se emitió desde el 2 de octubre de 1992 hasta el 1 de septiembre de 1998, y más tarde se revivió por TVP2 el 29 de octubre de 2007, pero fue cancelada permanentemente en 2009.
El programa fue presentado por:
- Wojciech Pijanowski (1992 - 1995)
- Paweł Wawrzecki (1995)
- Stanisław Mikulski (1995 - 1998)
- Krzysztof Tyniec (2007 - 2009)

Y contó con la con-animación de:
- Magda Masny (1992 - 1998)
- Marta Lewandowska (2007 - 2009)

### Rusia
La versión rusa, Polé Chudes, se ha producida por VID desde el 25 de octubre de 1990, con presentación de Leonid Yakubovich y Rimma Agafoshina.

### Reino Unido
La versión británica de Wheel of Fortune se comenzó a emitir en 1988, y acabó de emitirse en 2001, producida por Scottish Television para la cadena Independent Television (ITV). Sus presentadores fueron Nicky Campbell, Bradley Walsh, John Leslie y Paul Hendy, con Angela Ekaette, Carol Smillie, Jenny Powell, y Terri Seymour como coanimadoras. Cada episodio contaba con una duración de 30 minutos.
En esta versión, a diferencia del formato original, en vez de cantidades de dinero a ganar se usan puntos, los cuales sirven para elegir al gran finalista. En vez de premios en efectivo, se regalaban objetos de casa y autos. Sólo en la ronda final se podía ganar dinero.
Al comenzar cada panel, el presentador hacía una pregunta y el concursante que la respondiera correctamente obtenía el primer turno. La casilla de mayor puntaje correspondía la de 1000 puntos.
En la ronda 2, el presentador colocaba en alguna de la casillas un "Mystery Prize," algo así como un híbrido entre el premio y la interrogación de la versión española actual. En la ronda 3, el número de puntos era duplicado. 
En la ronda 4, el modo de juego cambiaba. El conductor giraba la ruleta, y la cantidad que salía era el número de puntos que ganaba el concursante por cada consonante correcta. En esta versión los turnos eran rápidos, ya que los concursantes se limitaban a sólo decir la consonante. El concursante que adivinaba el panel, se llevaba los puntos que hasta el momento había obtenido.

### Otros países
- Alemania - Glücksrad, emitido en tres versiones: 1988 a 1998 en Sat.1 con la conducción de Frederic Meisner y Peter Bond, 1998 a 2002 en Kabel 1 con la conducción de Frederic Meisner (-2001) y Thomas Ohrner (2002), 2004 en 9 Live nuevamente con la conducción de Frederic Meisner. De septiembre de 2016 a 2018 hubo una nueva versión del programa en RTLplus , y desde 2023 se transmite otra nueva edición en RTL Zwei .
- Argentina - La Rueda de la Fortuna (sección del programa Tiempo Límite conducido por Gerardo Sofovich emitido por América TV ahora en 2021, es La ruleta de tus sueños conducido por Pamela David)
- Bélgica - Het Rad Van Fortuin, emitido por VTM entre 1989 a 1997, con la conducción de Walter Capiau (1989 a 1994) y Bart Kaell (1994 a 1997), y entre 2004 y 2006, con Luc Appermont.
- Brasil - Roda a Roda, emitido en SBT y con la conducción de Silvio Santos y Patrícia Salvador.
- Canadá - Una versión en francés, La Roue Chanceuse, se emitió por TQS desde 1989 hasta 1992, con presentación de Donald Lautrec. Además, la versión estadounidense de Wheel of Fortune es emitida en Canadá para hablantes de inglés en ese país.
- Colombia - La Rueda de la fortuna, emitida por el Canal RCN en 2012, presentada por Gonzalo Vivanco y Laura Tobón. Luego de las noticias del mediodía. En 1998 el Canal Caracol presentaba este programa con el nombre "La Rueda de la suerte", bajo la presentación de Mauro Urquijo y Sandra Londoño. El programa siguió emitiéndose por el Canal RCN en 2013 luego de las noticias del mediodía por Carlos Calero y Laura Tobón.
- Costa Rica - Véase La rueda de la fortuna (Programa de televisión costarricense)
- Croacia - Kolo Sreće, emitido por HRT 1 en los años 90, con presentación de Oliver Mlakar. También se emitió en Eslovenia.
- Ecuador - La Rueda de la Fortuna, emitida por Ecuavisa en 2004, originalmente con episodios de 30 minutos, que fueron extendidos a 1 hora, siendo conducido por Pancho Cabanilla y Daniela Gallegos. En esta versión el concursante que adivinaba más veces las frases, pasaba a una segunda fase en la que participaba para ganar electrodomésticos, siguiendo la mecánica original.
- Eslovaquia - Koleso šťastia, emitido entre 1994 y 1997 por Slovenská televízia y VTV Vaša Televízia, presentado en diferentes períodos por Jozef Pročko, Tibor Hlista, Roman Feder, Laco Híveš, y Roman Pomajbo.
- España - La Ruleta de la Fortuna, emitida entre 1990 y 1992 en Antena 3, posteriormente en Telecinco hasta 1997. Fue presentado por Mayra Gómez Kemp (1990), Ramón García (1990), Irma Soriano (1990-1991), Bigote Arrocet (1991-1992), Mabel Lozano (1991-1992), Belén Rueda (1992), Fernando Esteso (1993), Jesús Vázquez (1993-1994), Andoni Ferreño (1994-1995), Goyo González (1995-1996), Carlos Lozano (1996-1997), y Diana Fernández (1996-1997). Más recientemente, ha existido La Ruleta de la Suerte, que se ha emitido desde 2006 en Antena 3, con la presentación de Jorge Fernández y la copresentación de Paloma López (2006-2015) y Laura Moure (2015-).
- Finlandia - Onnenpyörä, emitido desde 1993 hasta 2001 por MTV3, con presentación de Janne Porkka.
- Grecia - O trokós tis túkis, emitido por ANT1 desde 1990 hasta 1996 y posteriormente por Mega Channel desde 1997 hasta 1998. Presentadores incluyeron George Polychroniou, Paul Chaikalis, Danis Katranidis, y Yiannis Koutrakis. Una nueva versión esta en el aire desde el marzo de 2015, por Star Channel, con presentación de Petros Polihronidis.
- Holanda - Het Rad Van Fortuin, emitido entre 1989 y 1998 en RTL 4, con la conducción de Hans Van Der Togt. Fue revivido en 2009 con la conducción de Carlo Boszhard.
- Hungría - Szerencsekerék - emitido desde 1993 hasta 2001 por Magyar Televízió y TV2. Presentado en diferentes períodos por András Vízy, Viktor Klaussmann, y Gábor Csúzdi.
- Israel - Galgal Hamazal, emitido por Canal 2 desde 1994 hasta 2000, con presentación de Erez Tal.
- México - La Rueda de la Fortuna en Televisa, presentado por Laura Flores.
- Panamá - La Rueda de la Fortuna en Telemetro, presentado desde julio de 2010 por Rassiel Rodríguez, Nadege Herrera.
- Perú - La Ruleta de la Suerte, emitido por Frecuencia Latina con la conducción de Cristian Rivero.
- Portugal - A Roda da Sorte, emitido en RTP1 y con la conducción de Herman José en años 90. La nueva "A Roda da Sorte" es transmitida pela SIC, con la conducción de Herman José y Vanessa Palma.
- Singapur - Emitido por MediaCorp Channel 5 desde el 8 de mayo de 2002, con presentación de Bernard Lim.
- Turquía - Çarkıfelek, emitido desde el 1 de junio de 1992 por Show TV y Fox Türk, presentado por Tarik Tarcan y luego Mehmet Ali Erbil.
- Uruguay - La Ruleta de la Suerte, emitido por Teledoce desde el 11 de agosto de 2020, presentado por Rafa Villanueva y Roxanne Machín.[21]
- Venezuela - Estrella de la Fortuna, emitido por Venevisión los miércoles a las 19:00 en la década de 1980, con la conducción de Orlando Urdaneta y Carolina Cristancho, en la primera serie, en la segunda temporada con Corina Azopardo y Henry Soto, en la tercera con Luis Velazco y Maru Winkelman y en la última con Juan Manuel Montesinos. En esta versión los concursantes acumulaban estrellas que se podían canjear por premios.
- Vietnam - Chiếc nón kỳ diệu, emitido por VTV3 desde junio de 2006.